# Os Homens Preferem as Loiras
Gentlemen Prefer Blondes (bra/prt: Os Homens Preferem as Loiras) é um filme de comédia musical estadunidense de 1953, dirigido por Howard Hawks e escrito por Charles Lederer. O longa é baseado no musical homônimo de 1949, que, por sua vez, foi inspirado no livro de 1925, também intitulado Os Homens Preferem as Loiras, de Anita Loos.
O filme é estrelado por Jane Russell e Marilyn Monroe, com participações de Charles Coburn, Elliott Reid, Tommy Noonan, George Winslow, Taylor Holmes e Norma Varden em papéis coadjuvantes.
A obra é repleta de situações cômicas e números musicais coreografados por Jack Cole. A trilha sonora inclui músicas de Hoagy Carmichael, Harold Adamson, Jule Styne e Leo Robin. As canções de Styne e Robin foram originalmente compostas para o espetáculo da Broadway, enquanto as músicas de Carmichael e Adamson foram criadas especialmente para o filme.
A interpretação de Marilyn Monroe da canção "Diamonds Are a Girl's Best Friend", acompanhada de seu icônico vestido rosa, tornou-se um marco da cultura popular. Essa performance foi amplamente referenciada e recriada por diversos artistas como forma de homenagem.

## Sinopse
As dançarinas Dorothy (Jane) e Lorelei (Marilyn) vão a Paris num cruzeiro financiado pelo noivo de Lorelei. O pai deste, no entanto, desconfiado da fidelidade da futura nora, manda um detetive segui-las.

## Produção
O diretor Howard Hawks nunca havia dirigido um filme musical antes, mas, como ainda devia um filme à Fox, acabou concordando com o projeto. O musical de palco, estrelado por Carol Channing, já estava em cartaz há dois anos na Broadway quando a Fox adquiriu os direitos para a adaptação cinematográfica, pagando US$ 250.000.
Inicialmente, a ideia era criar um filme estrelado por Betty Grable e Ginger Rogers. No entanto, após o sucesso de Marilyn Monroe no filme Niagara (1953), o estúdio viu nela um símbolo sexual mais potente e menos caro do que Grable.
Embora Hawks seja creditado como o único diretor do filme, tanto Jane Russell quanto a assistente de coreografia Gwen Verdon afirmam que todos os números musicais foram, na verdade, encenados por Jack Cole. Russell declarou: "Howard Hawks não teve nada a ver com os números musicais. Ele nem estava lá".  Hawks confirmou isso mais tarde em entrevista ao autor Joseph McBride: "Eu fiz um musical chamado Gentlemen Prefer Blondes (Os Homens Preferem as Loiras), mas não cuidei dos números de produção. Não tinha nenhum desejo de fazê-lo".
George Chakiris, que mais tarde ganharia o Oscar de Melhor Ator Coadjuvante por seu papel como Bernardo em West Side Story' (1961), aparece de forma não creditada como um dos homens ricos que cercam Marilyn Monroe na performance de "Diamonds Are a Girl's Best Friend". Outros dois "pretendentes" não creditados nesse número musical são Larry Kert e Matt Mattox.
Segundo a última entrevista de Marilyn Monroe antes de sua morte, ela recebeu o salário padrão de seu contrato: US$ 500 por semana, totalizando US$ 18.000 pelo filme. Em contraste, Jane Russell, que era a atriz mais conhecida na época, recebeu um cachê de US$ 200.000.

## Elenco
| Ator           | Personagem                  |
| -------------- | --------------------------- |
| Marilyn Monroe | Lorelei Lee                 |
| Jane Russell   | Dorothy Shaw                |
| Charles Coburn | Sir Francis "Piggy" Beekman |
| Elliott Reid   | Detetive Ernie Malone       |
| Tommy Noonan   | Gus Esmond                  |
| Taylor Holmes  | Mr. Esmond Sr.              |
| Norma Varden   | Lady Beekman                |
| George Winslow | Henry Spofford III          |
| Marcel Dalio   | Magistrado                  |

## Bilheteria
O filme arrecadou US$ 5,3 milhões nas bilheterias de todo o mundo, tornando-se o sétimo longa de maior bilheteria de 1953. Nos Estados Unidos e no Canadá, os ganhos somaram US$ 5,1 milhões. Curiosamente, o filme seguinte estrelado por Marilyn Monroe, How to Marry a Millionaire (também de 1953), alcançou ainda mais sucesso, sendo o quarto de maior bilheteria daquele ano.

## Recepção

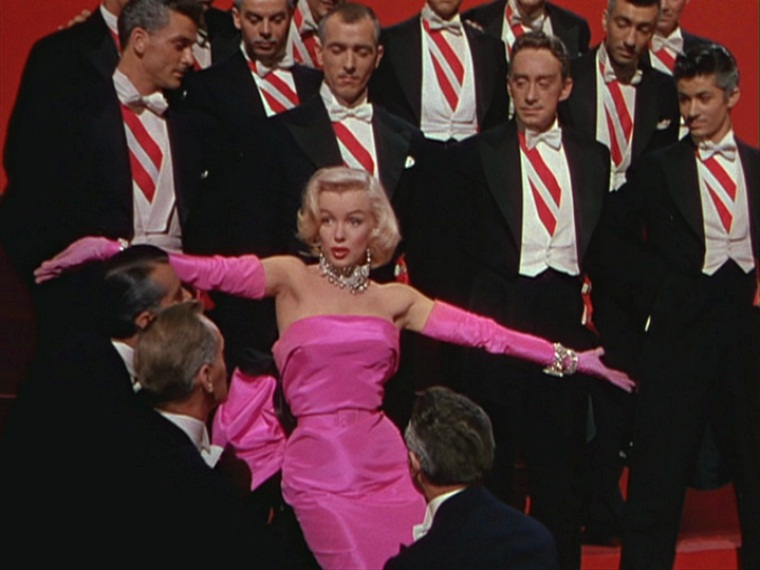
Marilyn Monroe como Lorelei Lee

O filme recebeu críticas positivas, com destaque especial para as atuações de Marilyn Monroe e Jane Russell, que foram elogiadas mesmo por críticos que apontaram falhas na obra.
Bosley Crowther, do The New York Times, descreveu a direção de Howard Hawks como "desconfortavelmente desajeitada e lenta" e considerou as piadas de Russell "desprovidas de caráter ou charme". Apesar disso, concluiu: "E, no entanto, há algo sobre a Srta. Russell e também sobre a Srta. Monroe que faz com que você continue olhando para elas, mesmo quando têm pouco ou nada para fazer".
A revista Variety destacou que Hawks "mantém um ar atrevido que traz o musical de forma excelente em um ritmo que ajuda a disfarçar o fato de que é algo leve, mas sexy. No entanto, não é preciso muito mais quando os espectadores podem apreciar as performances de Russell e Monroe exibidas em trajes elegantes e Technicolor".
Harrison’s Reports elogiou: "Tanto Jane Russell quanto Marilyn Monroe são nada menos que sensacionais nos papéis principais. Elas não apenas atuam bem, mas a maneira sexy com que exibem seus talentos musicais, de dança e beleza quase incendeia a tela, certamente agradando ao público, a julgar pelos aplausos estrondosos na pré-estreia após cada número musical bem encenado".
John McCarten, do The New Yorker, reconheceu o entusiasmo das protagonistas e comentou: "Elas têm muito entusiasmo e, ocasionalmente, a sua exuberância compensa o tédio de uma longa série de variações do tipo de piada anatômica que costumava entreter o público do Minsky".
O Monthly Film Bulletin do Reino Unido elogiou Jane Russell por sua "Dorothy agradável, cheia de entusiasmo e boa natureza", mas criticou o filme por ser inferior à peça original, mencionando fatores como o abandono do período dos anos 1920, a simplificação da história e o final previsível. Também afirmou que a direção de Hawks foi "fragmentada e pouco inventiva".
No site Rotten Tomatoes, o filme tem uma aprovação de 88%, com base em 88 resenhas e uma classificação média de 7,8/10. O consenso crítico afirma: "Ancorado pelo magnetismo brilhante de Marilyn Monroe e Jane Russell, Gentlemen Prefer Blondes é um musical dos anos 1950 deliciosamente divertido".

## Gentlemen Marry Brunettes
Anita Loos escreveu o livro But Gentlemen Marry Brunettes, onde diz que os homens podem até preferirem as loiras, mas se casam com as morenas. Em 1955, foi lançado outra versão para o filme, intitulado Gentlemen Marry Brunettes, estrelado por Russell e Jeanne Crain, onde as duas interpretam as filhas de Dorothy Shaw. Jeanne foi incluída no filme para substituir Monroe, buscando nova imagem, porém o vídeo foi mal recebido pelo público.